# صاریع دم‌حلقه‌ای معمولی
صاریع دم‌حلقه‌ای معمولی (نام علمی: Pseudocheirus peregrinus) نام یک گونه از تیره شبه‌دستان است.
وزن حیوان بالغ بین ۵۵۰ تا ۱۱۰۰ گرم و طول تقریبی آن بین ۳۰ تا ۳۵ سانتیمتر است (این اندازه شامل طول دم که تقریبا معادل طول بدن هست نمی‌شود).
رنگ خز این حیوان معمولا خاکستری و نارنجی است در حالی که غالبا نوارهای سفید رنگی بالای چشم دیده میشود و رنگ زیر شکم کرم رنگ است.
دم این نوع صاریع کم پشت و باریک و قیمت انتهایی آن سفید رنگ است که تا یک چهارم طول آن را میتواند شامل شود.